# Bareyo
Bareyo est une commune espagnole située dans la communauté autonome de Cantabrie.

## Camino del Norte
Cette commune est une étape sur le Camino del Norte. Dans le hameau de Güemes, se trouve le gite le plus fréquenté et connu de ce chemin : le gite du Padre Ernesto.